# Pukkila
Pukkila (in svedese Buckila) è un comune finlandese di 1807 abitanti, situato nella regione dell'Uusimaa. Fino al 2011 apparteneva alla regione dell'Uusimaa Orientale in seguito soppressa.

## Società

### Lingue e dialetti
Il finlandese è l'unica lingua ufficiale di Pukkila.
| %     | Ripartizione linguistica (gruppi principali) |
| ----- | -------------------------------------------- |
| 0,8%  | madrelingua svedese                          |
| 97,8% | madrelingua finlandese                       |